# Krzywowola
Krzywowola – wieś w Polsce położona w województwie lubelskim, w powiecie chełmskim, w gminie Rejowiec Fabryczny.
| SIMC    | Nazwa       | Rodzaj    |
| ------- | ----------- | --------- |
| 1026349 | Jagodzianka | część wsi |
| 1026355 | Lubuszanka  | część wsi |
| 0105905 | Podedworze  | część wsi |

W latach 1975–1998 miejscowość administracyjnie należała do województwa chełmskiego. 
Wieś jest sołectwem w gminie Rejowiec Fabryczny. Według Narodowego Spisu Powszechnego (III 2011 r.) liczyła 195 mieszkańców i była dziewiątą co do wielkości miejscowością gminy.